# Show do Tom
Show do Tom foi um programa humorístico e de auditório exibido pela Record, voltado para o público de todas as idades e classes sociais, homens, mulheres, jovens e crianças. Estreou no dia 27 de setembro de 2004.

## História
Tom Cavalcante deixou a Rede Globo em julho de 2004 para estrear, no mesmo ano, um programa solo e diário na Record.
Proibido pela Justiça de utilizar vários personagens criados durante seu contrato com a antiga emissora, no início o humorista experimentou seu lado apresentador, comandando quadros diversos como entrevistas "picantes", game-shows entre artistas e desfiles de moda. Porém, com o sucesso da paródia O Infeliz, baseada na versão brasileira de O Aprendiz, a atração passou a contar cada vez com quadros humorísticos.
Em 12 de julho de 2010, o programa deixou de ser exibido aos sábados às 23h15 e passou a ser exibido às segundas-feiras às 23h00, substituindo o jornalístico Repórter Record, que foi cancelado. Aos sábados, passaram a serem exibidas as reprises do humorístico Louca Família, sitcom do próprio Tom Cavalcante.
Em 26 de dezembro de 2011, após sete anos, foi exibido o último programa, pois Tom Cavalcante rescindiu contrato com a Rede Record após a grade da emissora sofrer uma reformulação.
Em 4 de julho de 2020, a Record passou a reprisar alguns episódios de seu programa aos sábados na faixa das 22h30, substituindo o reality show Made In Japão. O último episódio da reprise foi exibido em 24 de outubro de 2020, quando foi substituído pela faixa de filmes Super Tela.

## Quadros

### Sedentários
Paródia do também humorístico Legendários, apresentado originalmente por Marcos Mion. Nessa paródia, Vinicius Vieira interpretava Mion e Tom Cavalcante intepretava Jarilene.

### O Curral
Exibido pela primeira vez no dia 13 de junho de 2009, foi uma sátira do reality show A Fazenda, é comandado por Cabritto Júnior, personagem do humorista Tom Cavalcante criado como paródia do jornalista Britto Júnior, que comandava o reality original.
Os peões de O Curral participam de atividades no campo e, ao final, enfrentam o apresentador para saber quem vai para o "Tá na Fossa" (sátira ao "Tá na Roça", rodada de eliminação dos participantes).

### Mió do Brasil
Paródia do programa O Melhor do Brasil, apresentado por Rodrigo Faro. Vinicius Vieira interpretava Rodrigo Faro enquanto Jarilene interpretava uma moça que desejava arranjar um namorado no quadro Vai Dar No Couro (originalmente Vai Dar Namoro).

### De Mais Pra Você
Paródia do programa Mais Você, com Ana Maria Bela (Tom Cavalcante) e Galo José (Tiririca).

### Riso e Improviso
Contava com vários humoristas do Show do Tom improvisando cenas, como imitações e paródias de vários personagens e famosos.

### Batalha dos Humoristas
Tom Cavalcante comandava disputas entre diversos humoristas frequentemente: Espanta, Bruno Motta, Paulinho Mixaria, Os Fulanos, Zé Modesto. As provas se dividiam em:
- Mímica Musical
- Quem Conta Melhor
- Quem Responde Mais Em 1 Minuto

### Humor à Prova D'Água
Humor à Prova D´Água reunia artistas e humoristas que eram divididos em duas equipes e participavam de um quiz com perguntas de conhecimentos gerais, piadas e música. Cada grupo escolhia um integrante que ficaria dentro do cilindro. O felizardo "mergulhador" recebia água a cada resposta errada que sua equipe respondia, ou que o grupo adversário acertava. Ganhava quem não se afogava. O quadro possuía duas rodadas de perguntas, com uma prova coringa no final das duas primeiras etapas. As provas se dividiam em:
- Quem Conta Mais Em 3
- Prova dos Peixes
- Quem é o Cantor?

### Louca Família
A série Louca Família voltou em 2010, dentro do programa Show do Tom.

### Ridículos
Paródia do programa Ídolos. Pessoas amadoras apresentava algo. Se fosse rídiculo, passaria para a próxima fase do quadro. Se não, cairia em um buraco, o qual tinha dois metros e meio e cairia em colchões. Com João Canabrava (Tom Cavalcante), Tiririca, Alexandre Frota e Carlinhos como Mendigo.

### Sítio Light
Paródia do programa Simple Life, do canal por assinatura Fox Life com Tonciane Pinheiro (Tom Cavalcante) e Tirica Bacchi (Tiririca)

### O Infeliz
Paródia de grande sucesso do programa O Aprendiz, inicialmente com Roberto Justus, e depois com João Dória Jr., onde o humorista encarnava ambos os empresários.

### Aero Tom
Diversos personagens apareciam no avião tripulado por: Tom Cavalcante, Tiririca, Shaolin, Pedro Manso, Vinicius Vieira, Carlos Alberto, Amin Khader e convidados.

### Pocket Show/Sofá do Tom
Inicialmente a abertura do Festival de Piadas, tornou-se quadro em seguida. Os humoristas apresentava um fragmento de seus shows de humor. Convidados frequentes eram os vencedores dos Festivais de Humor, e ainda: Shaolin, Tiririca, Rossicléia, Os Fulanos, Bruno Motta, entre outros.

### Bofe de Elite
Sátira do BOPE e do filme Tropa de Elite.

### Bar do Canabrava
O mais conhecido personagem do humorista recebia os mais diversos convidados em seu bar.

### Rádio Canabrava
Contava com João Canabrava e seus companheiros Tiririca Froid e Mendigo, e tinha várias atrações como a Disputa dos Fuscas e a Guerra da Audiência entre Gluglu (Vinícius Vieira) e Fala Silva (Pedro Manso). Geralmente era apresentado em locais públicos.

### Lisas e Perigosas
Várias modelos encarnadas pelos humoristas do Show do Tom faziam perguntas polêmicas ao convidado especial.

### Tribunal de Justiça
Imitadores e imitados enfrentavam-se em uma paródia de tribunal.

### Jarilene
A protagonista deste quadro era a doméstica mais folgada do planeta: Jarilene (Tom Cavalcante). A diarista trabalhava em uma casa onde estavam reunidos vários famosos e a cada episódio acontecia uma confusão diferente. Ela costumava infernizar a vida dos convidados da casa.
Jarilene trabalhava cada semana na casa de uma celebridade diferente aprontando todas. A identidade visual do quadro era uma paródia de Supernanny, do SBT.

### Barracos de Família
Paródia do programa Casos de Família do SBT. Em cada episódio Anita Pitaco (Tom Cavalcante) e Doutor Tiririca Froid (Tiririca) tentavam resolver situações de famílias que acabam sempre em barraco.

### Arquivo Tomfidencial
O humorista Pedro Manso, caracterizado como Faustão, entrevistava as mais diversas personalidades devidamente satirizadas por Tom Cavalcante.

### Mister Geme, a Volta do Mágico Descarado
Paródia do mágico Mister M. Narrado por Tiririca, o mágico fazia alguns truques, geralmente resultando em uma piada, e o mágico, às vezes, acabava se dando mal ao tentar resolver um truque.

### Festival de Piadas
Anualmente o programa promovia um concurso para revelar novos humoristas. Neste festival foram revelados, entre outros: Espanta, Alex Nogueira e Rossini.

## Histórico
- O programa estreou no dia 27 de setembro de 2004, data em que a Record completou 51 anos.
- Em 2006, o programa deixou de ser diário e passou a ser exibido semanalmente, às terças feiras. Assim, um de seus quadros, o Tom de Bola, tornou-se um programa próprio, exibido às quartas, depois do Futebol da Record.
- Em 26 de dezembro de 2011, foi exibido o último programa.
- Entre os dias 4 de julho e 24 de outubro de 2020, a Record passou a exibir os melhores momentos do programa nas noites de sábado.

## Elenco

### Apresentador
- Tom Cavalcante

### Humoristas
- Tiririca
- Tirullipa
- André Mattos
- Giovanna Gold
- Solange Damasceno
- Shaolin
- Pedro Manso
- Carlinhos Mendigo
- Viny Vieira
- Anna Markun
- Amin Khader
- Alexandre Frota